# Hoytville
Hoytville és una població dels Estats Units a l'estat d'Ohio. Segons el cens del 2000 tenia 296 habitants.

## Demografia
Segons el cens del 2000, Hoytville tenia 296 habitants, 90 habitatges, i 73 famílies. La densitat de població era de 154,4 habitants per km².
Dels 90 habitatges en un 52,2% hi vivien nens de menys de 18 anys, en un 62,2% hi vivien parelles casades, en un 13,3% dones solteres, i en un 17,8% no eren unitats familiars. En el 12,2% dels habitatges hi vivien persones soles el 4,4% de les quals corresponia a persones de 65 anys o més que vivien soles. El nombre mitjà de persones vivint en cada habitatge era de 3,29 i el nombre mitjà de persones que vivien en cada família era de 3,62.
Per edats la població es repartia de la següent manera: un 41,2% tenia menys de 18 anys, un 4,7% entre 18 i 24, un 32,1% entre 25 i 44, un 12,8% de 45 a 60 i un 9,1% 65 anys o més.
L'edat mediana era de 27 anys. Per cada 100 dones de 18 o més anys hi havia 97,7 homes.
La renda mediana per habitatge era de 41.250 $ i la renda mediana per família de 39.000 $. Els homes tenien una renda mediana de 28.750 $ mentre que les dones 21.875 $. La renda per capita de la població era de 13.642 $. Aproximadament l'11,4% de les famílies i el 10,7% de la població estaven per davall del llindar de pobresa.

## Poblacions més properes
El següent diagrama mostra les poblacions més properes.